# Apatesia
Apatesia es un género con cuatro especies de plantas de flores perteneciente a la familia Aizoaceae. Es originario de Sudáfrica.

## Descripción
Apatesia crece como una planta anual. Las hojas son ovales planas y ligeramente suculentas. Con un par forma una vaina basal abierta. A lo largo de los bordes de la hoja  sobresalen células de la vejiga presentes. Su epidermis contiene plaquetas cerosas.
Las flores son de tallo largo y tiene la mitad inferior de sus pétalos  ciliadas y de color amarillo. Los estaminodios son filiformes y papilosos, los estambres están ocupados en la punta con gruesas papilas inflamadas. El fruto es una  cápsula  ligeramente convexa con semillas de color marrón claro a oscuro.

## Taxonomía
Apatesia fue descrito por el taxónomo y botánico inglés, Nicholas Edward Brown, y publicado en Gard. Chron., ser. 3, 81: 12 (1927), in clave ; N.E.Br., in Gard. Chron., ser. 3, 91: 262 (1932) [descr. ampl.]. La especie tipo es: Apatesia pillansii N.E.Br [in J. Bot. 66: 138 (1928)]
Etimología
Apatesia: nombre genérico que deriva de la palabra griega: apatesis = "engaño",  para referirse a la gran similitud con el género Hymenogyne. 

## Especies
- Apatesia helianthoides
- Apatesia mughani
- Apatesia pillansii
- Apatesia sabulosa